# 서필상
서필상(徐必尙, 1970년 8월 24일 ~ )는 대한민국의 정치인으로, 더불어민주당 소속 정당인이다.

## 학력
- 진주고등학교 졸업
- 경상대학교 고분자공학 학사

## 생애
1970년 8월 24일 경상남도 함양군에서 태어났다. 대학교 졸업후 농협에 재직하면서 전국농협노조 위원장과 무상급식 함양운동본부 ‘밥은 교육’ 사무총장, 함양촛불 시국회의 공동대표, 함양지역노동자연대 의장, 학교운영위원장협의회장, 민주평통 함양군 간사 등을 역임했다.더불어민주당 산청함양거창합천 지역위원장과 중앙당 정책위원회 부의장을 맡고 있다.

## 정치 경력
더불어민주당에 입당해 2018년 제7회 전국동시지방선거 때 함양군수 선거에 출마했으나 21.89% 득표율로 3위에 그쳐 낙선의 고배를 마셨다. 2년 후 2020년 대한민국 제21대 국회의원 선거 때 산청군·함양군·거창군·합천군 선거구에 출마했다. 하지만 17.95% 득표율에 그치며 결국 3위로 낙선의 고배를 마셨다.

## 선거 이력
|  | 21.89% |

|  | 17.95% |